# Distretto di Grudziądz
Il distretto di Grudziądz (in polacco powiat grudziądzki) è un distretto polacco appartenente al voivodato della Cuiavia-Pomerania.

## Geografia antropica

### Suddivisioni amministrative
Il distretto comprende 6 comuni.
- Comuni urbano-rurali: Łasin, Radzyń Chełmiński
- Comuni rurali: Grudziądz, Gruta, Rogóźno, Świecie nad Osą